# NOTD
NOTD (ausgesprochen wie „noted“) ist ein Musikproduzentenduo aus Schweden, das aus Samuel Brandt und Tobias Danielsson besteht. Bekannt wurden sie durch die Single I Wanna Know die zusammen mit Bea Miller erschienen ist. I Wanna Know konnte internationale Chartplatzierungen erreichen und sich über 1,4 Millionen Mal verkaufen.

## Hintergrund
Tobias Danielsson und Samuel Brandt lernten sich 2016 zunächst über Soundcloud kennen, wo sie zusammen Remixe erstellten. Durch einen Zufall kam es dazu, dass sie anschließend dieselbe Schule besuchten. Ihr gemeinsam genutztes Pseudonym besteht aus den letzten beiden Buchstaben ihrer Nachnamen in umgekehrter Reihenfolge.
2016 erschien ein Remix für Alessia Caras Stück Scars to Your Beautiful. Es folgten Remixe für Phoebe Ryan und Shawn Mendes. Am 27. Januar 2017 erschien ein Remix für STANAJs Song Romantic auf der EP The Preview, der mit Platz 91 in den australischen Singlecharts die erste Chartplatzierung des Duos darstellte.
Ihr Remix von Shape of You von Ed Sheeran wurde bei den Electronic Music Awards 2017 für den Remix of the Year nominiert. Im selben Jahr erschien auch ihr Remix für DJ Khaled und Rihannas Stück Wild Thoughts, der in einer Liste von Billboard als einer der fünf besten Remixe des Songs aufgeführt wurde.
Am 11. August erschien ihre Debütsingle Summer of Love mit der norwegischen Sängerin Dagny.
Ihre zweite Single I Wanna Know mit Bea Miller wurde im März 2018 veröffentlicht und markierte ihren Durchbruch. Es folgten die Singles Been There Done That mit Tove Styrke und So Close, eine Kooperation mit dem deutschen DJ Felix Jaehn, die beide ebenfalls erfolgreich waren.

## Diskografie

### Singles
| Jahr | Titel Album            | Höchstplatzierung, Gesamtwochen, AuszeichnungChartplatzierungen (Jahr, Titel, Album, Platzierungen, Wochen, Auszeichnungen, Anmerkungen) | Höchstplatzierung, Gesamtwochen, AuszeichnungChartplatzierungen (Jahr, Titel, Album, Platzierungen, Wochen, Auszeichnungen, Anmerkungen) | Höchstplatzierung, Gesamtwochen, AuszeichnungChartplatzierungen (Jahr, Titel, Album, Platzierungen, Wochen, Auszeichnungen, Anmerkungen) | Höchstplatzierung, Gesamtwochen, AuszeichnungChartplatzierungen (Jahr, Titel, Album, Platzierungen, Wochen, Auszeichnungen, Anmerkungen) | Höchstplatzierung, Gesamtwochen, AuszeichnungChartplatzierungen (Jahr, Titel, Album, Platzierungen, Wochen, Auszeichnungen, Anmerkungen) | Anmerkungen                                                                                                   |
| Jahr | Titel Album            | SE | DE | AT | UK | US | Anmerkungen                                                                                                   |
| ---- | ---------------------- | --- | --- | --- | --- | --- | --- |
| 2017 | Summer of Love –       | — | — | — | — | — | Erstveröffentlichung: 11. August 2017 feat. Dagny                                                             |
| 2018 | I Wanna Know –         | SE28 Platin · (19 Wo.)SE | — | — | UK46 Gold · (15 Wo.)UK | US— PlatinUS | Erstveröffentlichung: 16. März 2018 Verkäufe: + 1.910.000; feat. Bea Miller                                   |
| 2018 | Been There Done That – | SE69 (2 Wo.)SE | — | — | — | — | Erstveröffentlichung: 24. August 2018 feat. Tove Styrke                                                       |
| 2018 | So Close Breathe       | SE77 (1 Wo.)SE | DE45 Gold · (9 Wo.)DE | AT43 (7 Wo.)AT | UK— SilberUK | US— PlatinUS | Erstveröffentlichung: 2. November 2018 Verkäufe: + 1.660.000; mit Felix Jaehn feat. Captain Cuts & Georgia Ku |
| 2019 | I Miss Myself –        | SE83 (1 Wo.)SE | — | — | — | — | Erstveröffentlichung: 3. Mai 2019 mit HRVY                                                                    |
| 2019 | Keep You Mine –        | SE45 (5 Wo.)SE | — | — | — | — | Erstveröffentlichung: 2. August 2019 mit Shy Martin                                                           |
| 2020 | I Don’t Know Why –     | SE98 (3 Wo.)SE | — | — | — | — | Erstveröffentlichung: 5. Mai 2020 mit Astrid S                                                                |
| 2020 | Nobody –               | — | — | — | — | — | Erstveröffentlichung: 30. Oktober 2020 mit Catello                                                            |
| 2023 | Occhi d’amore –        | SE7 Platin · (15 Wo.)SE | — | — | — | — | Erstveröffentlichung: 2. Juni 2023 mit Veronica Maggio                                                        |

### Remixe
- 2020: Zoe Wees – Control

## Auszeichnungen für Musikverkäufe
| Goldene Schallplatte - Brasilien - 2024: für die Single So Close - 2024: für die Single Nobody - Italien - 2023: für die Single Control (Remix) - Kanada - 2019: für die Single So Close Platin-Schallplatte - Brasilien - 2024: für die Single I Wanna Know - Neuseeland - 2019: für die Single I Wanna Know | 2× Platin-Schallplatte - Australien - 2024: für die Single So Close - Kanada - 2019: für die Single I Wanna Know - Neuseeland - 2024: für die Single So Close 4× Platin-Schallplatte - Australien - 2024: für die Single I Wanna Know |

Anmerkung: Auszeichnungen in Ländern aus den Charttabellen bzw. Chartboxen sind in ebendiesen zu finden.
| Land/RegionAuszeichnungen für Musikverkäufe (Land/Region, Auszeichnungen, Verkäufe, Quellen) | Silber  | Gold     | Platin       | Verkäufe  | Quellen              |
| -------------------------------------------------------------------------------------------- | ------- | -------- | ------------ | --------- | -------------------- |
| Australien (ARIA)                                                                            | —       | —        | 6× Platin6   | 420.000   | aria.com.au          |
| Brasilien (PMB)                                                                              | —       | 2× Gold2 | Platin1      | 80.000    | pro-musicabr.org.br  |
| Deutschland (BVMI)                                                                           | —       | Gold1    | —            | 200.000   | musikindustrie.de    |
| Italien (FIMI)                                                                               | —       | Gold1    | —            | 50.000    | fimi.it              |
| Kanada (MC)                                                                                  | —       | Gold1    | 2× Platin2   | 200.000   | musiccanada.com      |
| Neuseeland (RMNZ)                                                                            | —       | —        | 3× Platin3   | 90.000    | radioscope.co.nz     |
| Schweden (IFPI)                                                                              | —       | —        | 2× Platin2   | 160.000   | sverigetopplistan.se |
| Vereinigte Staaten (RIAA)                                                                    | —       | —        | 2× Platin2   | 2.000.000 | riaa.com             |
| Vereinigtes Königreich (BPI)                                                                 | Silber1 | Gold1    | —            | 600.000   | bpi.co.uk            |
| Insgesamt                                                                                    | Silber1 | 6× Gold6 | 16× Platin16 |           |                      |